# قيمر

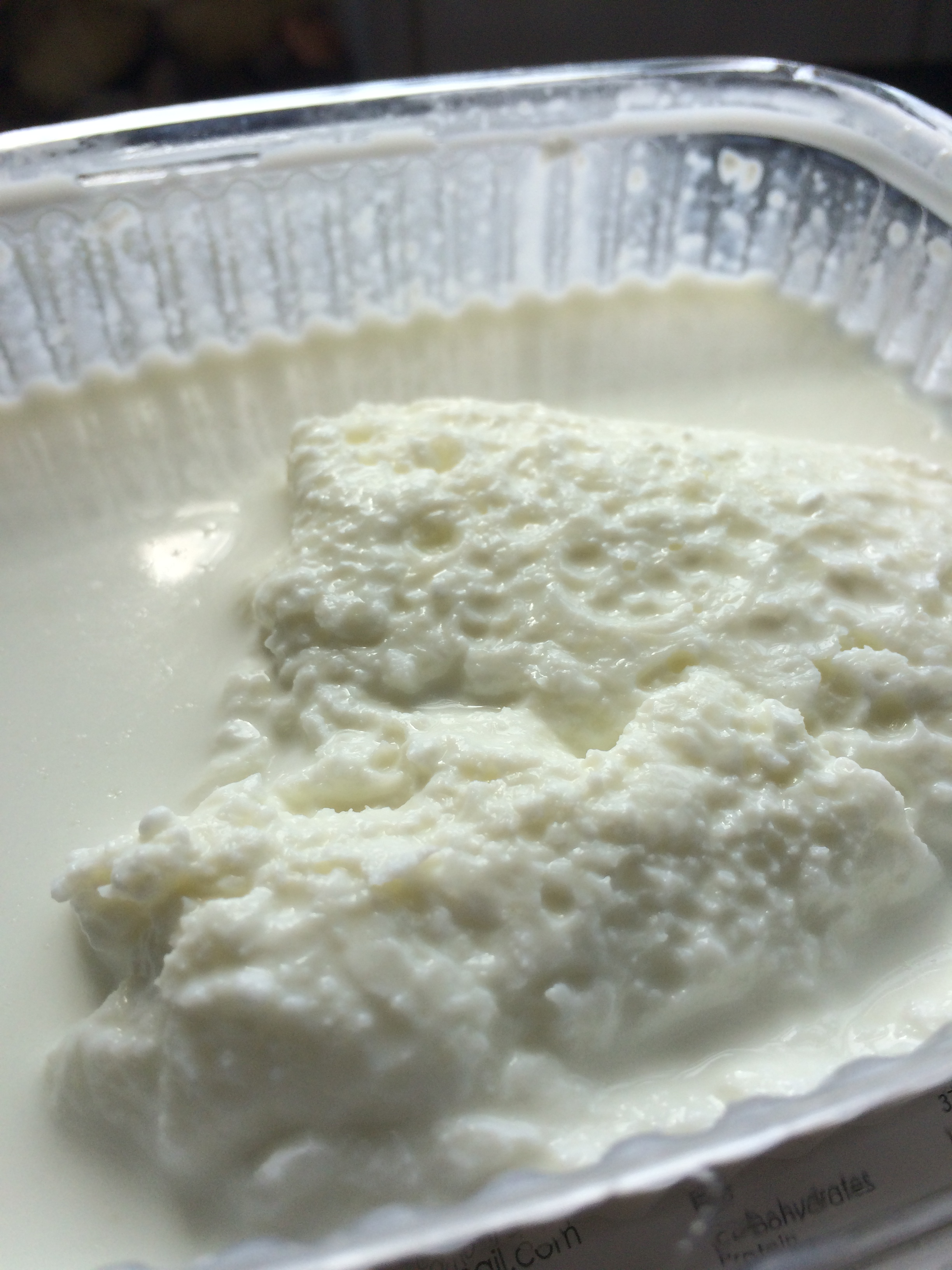
قيمر عراقي مصنوع من حليب الجاموس

القيمر العراقي والقَيْمَق في سورية هي قشطة الحليب المخثرة وهي من الأكلات التي تؤكل في الفطور العراقي، يؤكل مع الخبز أو الصمون العراقي، وقد يؤكل مع المربى أو العسل أو الكاهي، ويعد وجبة الفطور الأكثر تقديما في مناسبات الاعياد كما يعد وجبة فطور صباحية العروسين الجديدين.
ونظرا لأن القيمر يصنع من حليب الجاموس العراقي الموجود في الأهوار ومناطق الأنهار، فإن ذلك يكسب القيمر العراقي طعماً مميزاً.
الطريقة التقليدية لصنع القيمر هي غلي الحليب ببطء، ثم غليه على نار هادئة لمدة ساعتين على نار خفيفة جدًا. بعد إغلاق مصدر الحرارة، يُقشط الكريم ويُترك ليبرد (ويتخمر قليلاً) لعدة ساعات أو أيام. يحتوي القيمر على نسبة عالية من دهون الحليب، حوالي 60%. قوامه سميك ودسم (ليس مضغوطًا تمامًا بسبب ألياف بروتين الحليب) ومذاق غني.

## علم أصول الكلمات
كلمة قيمر (قيماك) لها أصول تركية من آسيا الوسطى، وربما تكونت من الفعل kaymak، والذي يعني صهر وتشكيل المعدن في اللغة التركية. أول تسجيلات مكتوبة لكلمة قيمر موجودة في كتاب محمود الكشقري المعروف، ديوان لغات الترك. تظل الكلمة مثل قيمر في المنغولية، والتي تشير إلى قشدة متخثرة مقلية، ومع اختلافات طفيفة في اللغات التركية مثل جيماك في أذربيجان، جيموك باللغة الأوزبكية، كانماك في كازاخستان وشو، كنيماك في قيرغيزستان، قيماك باللغة التركية، جيمك في التركمان، კაიმაღი (kaimaghi) في الجورجية، وκαϊμάκι (kaïmáki) باليونانية.

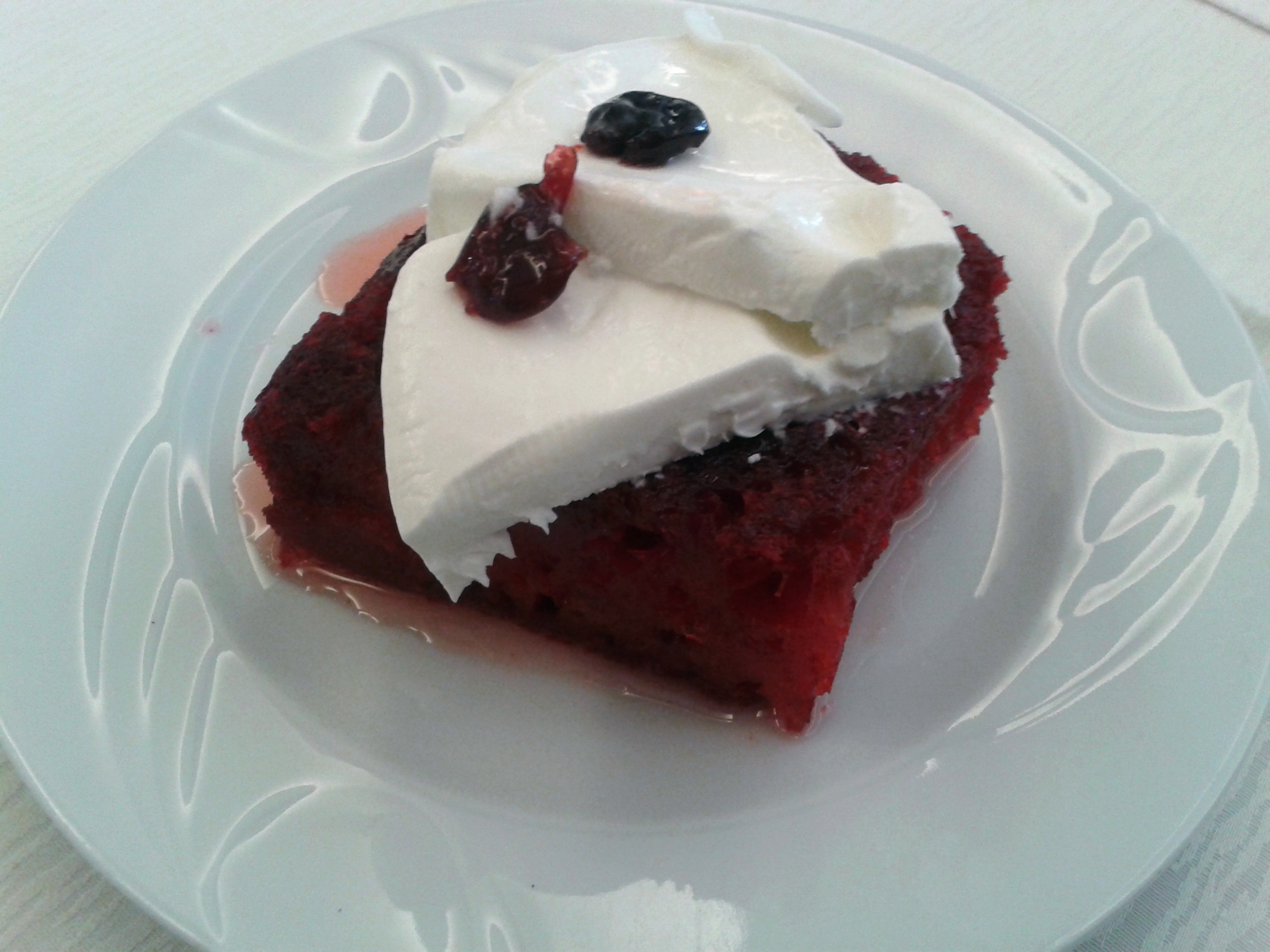
حلوى تركية بودينج الخبز مغطى بالقيمر

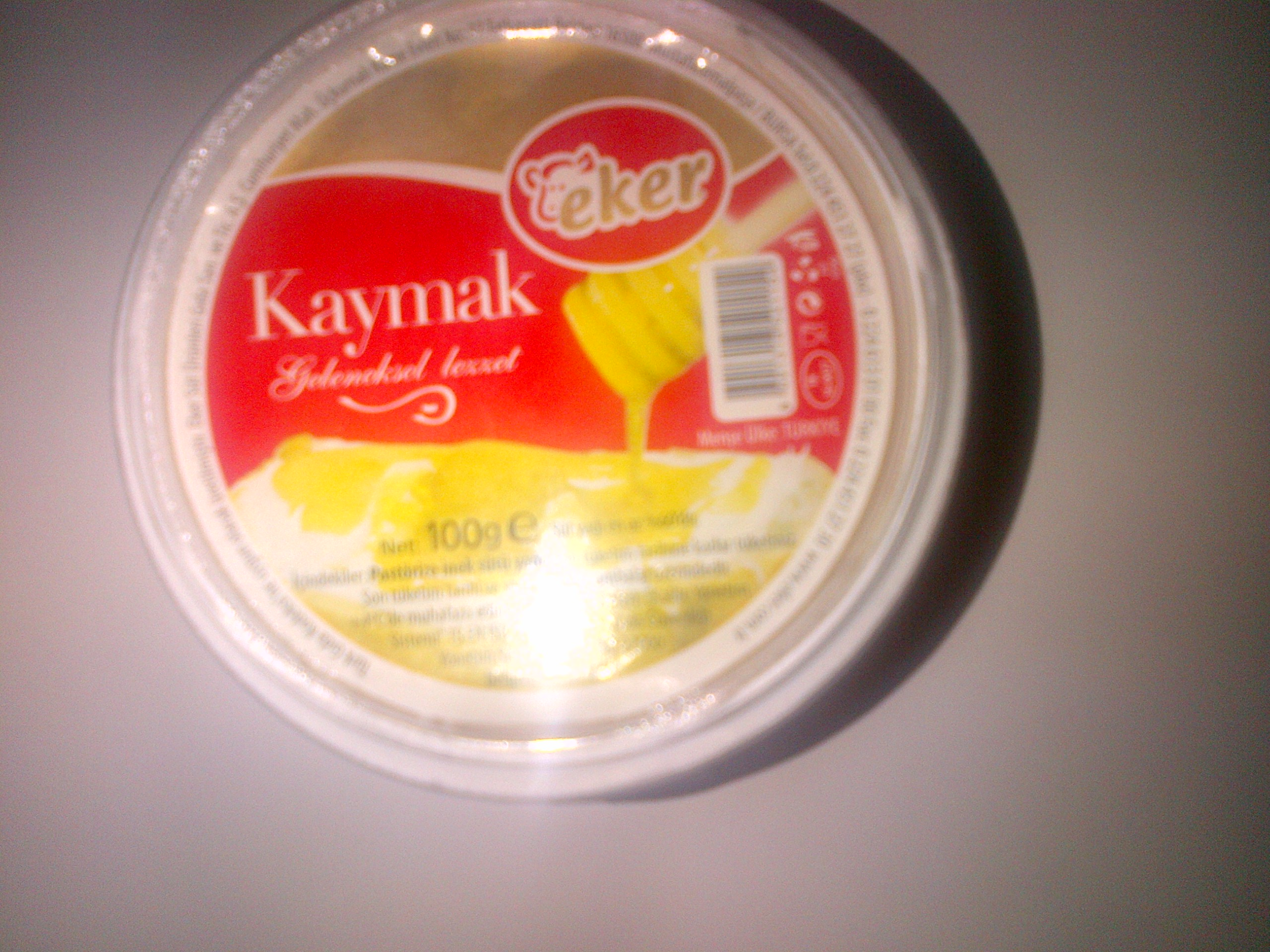
"القيمر" أنتج في تركيا.

## تركيا
تم تخصيص المتاجر في تركيا لإنتاج واستهلاك القيمر لعدة قرون. يتم تناول القيمر بشكل أساسي اليوم على الإفطار إلى جانب الإفطار التركي التقليدي. تم العثور على نوع واحد من القيمر في منطقة أفيون قره حصار حيث يتم تغذية جاموس الماء من بقايا بذور الخشخاش المعصور للزيت. يتم تناول القيمر تقليديًا مع البقلاوة والحلويات التركية الأخرى، وحفظ الفاكهة والعسل أو كحشوة الفطائر.

## البلقان
يُعرف باسم كاجيماك، ويتم صنعه دائمًا في المنزل تقريبًا، على الرغم من بدء الإنتاج التجاري. يكون القيمر أغلى ثمناً عندما يكون طازجًا - عمره يوم أو يومين فقط. يمكن أن تبقى لأسابيع في الثلاجة ولكنها تصبح أكثر صلابة وتفقد الجودة. يمكن أيضًا أن تنضج القيمر في أكياس من جلد الحيوانات المجففة؛ شكل واحد يسمى سكوروب. يصف القيمر أيضًا الرغوة الكريمية في القهوة التركية.

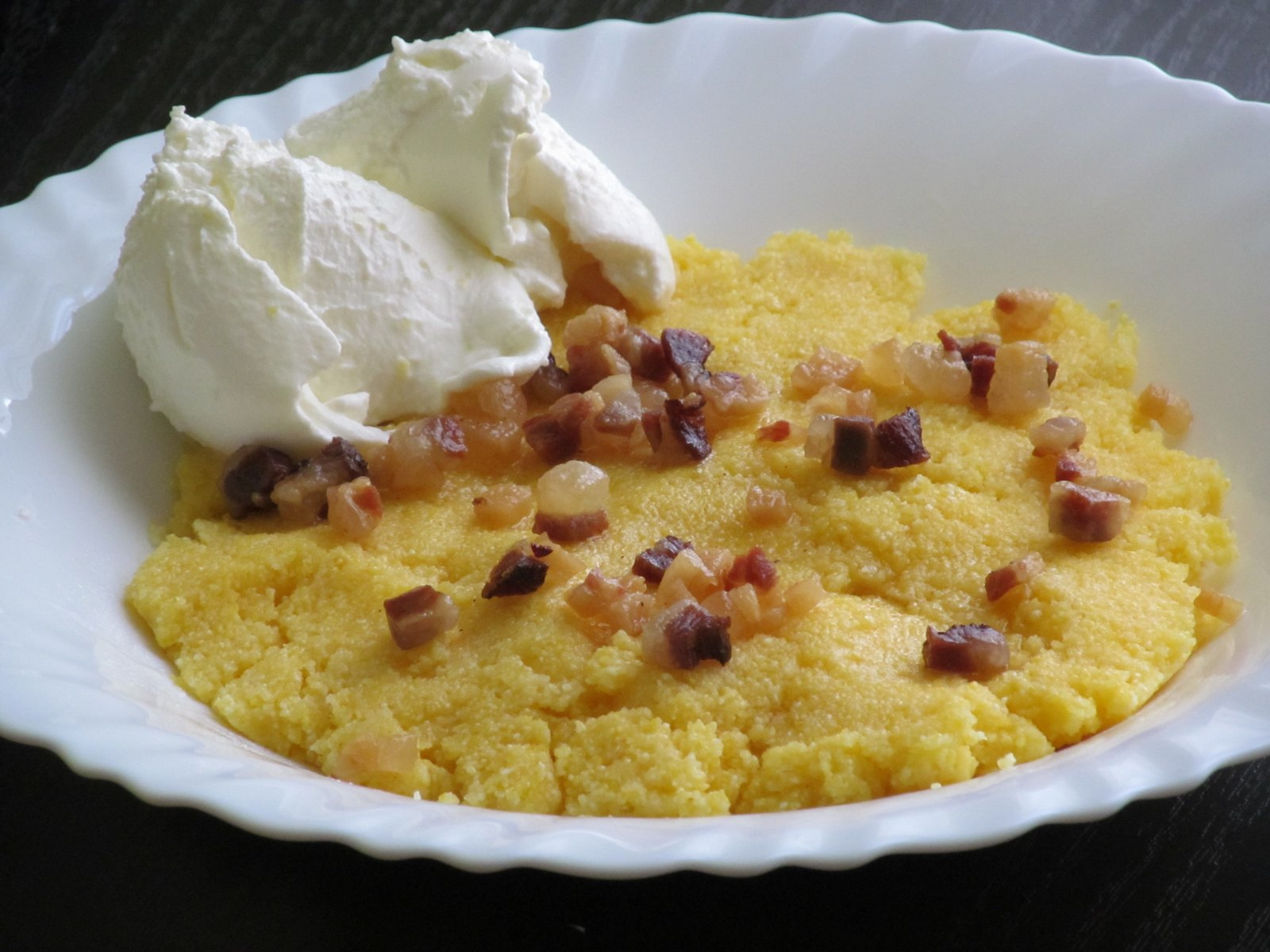
بالينتا، هريسة دقيق الذرة مع القيمر وغريفز

عادة ما يتم الاستمتاع به كمقبلات أو لتناول الإفطار صباح يوم السبت، حيث أن أيام السبت هي أيام السوق مع أفضل أنواع القيمر، ولكن أيضًا كتوابل. أبسط وصفة هي كعكة مع كريم فطيرة المليء بالقيمر في صربيا) الذي يتم تناوله على الإفطار أو كوجبات سريعة. يعتبره البوسنيون والجبل الأسود والصرب والمقدونيون وجبة وطنية. تشمل الأطباق التقليدية الأخرى مع القيمر (تُباع في المطاعم) برجر مع كريمة (نسخة البلقان من فطيرة الهامبرغر المغطاة بالقيمر المذاب)، بالإضافة إلى ريبي وكاجماكو (لحم البقر المطبوخ مع القيمر).

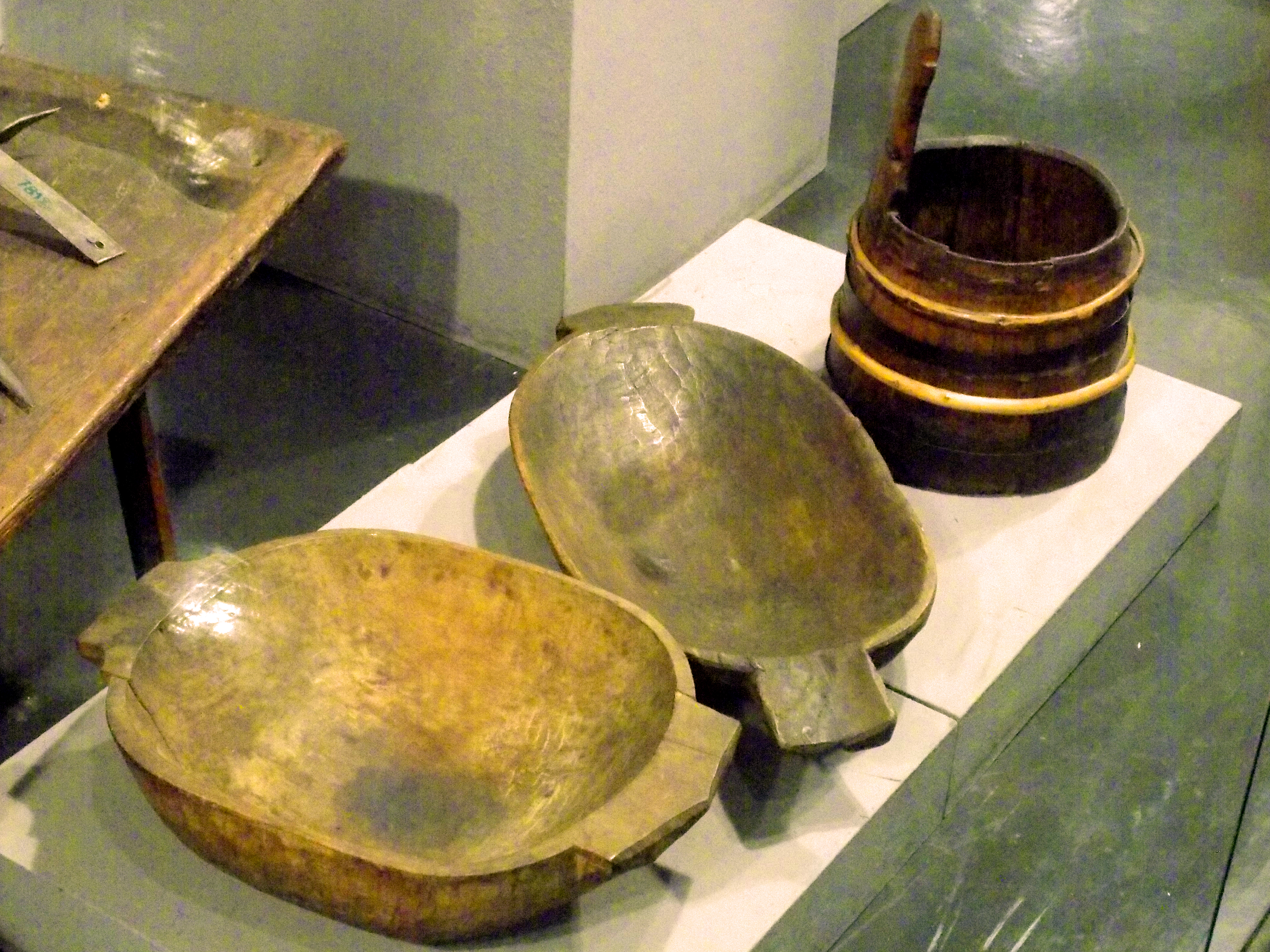
أوعية خشبية تقليدية لصنع وتخزين القيمر (المتحف الإثنوغرافي، بلغراد)

## العراق
في العراق، يطلق عليه قيمر (كيمر) ويحظى بشعبية كبيرة. يصنع القيمر العراقي عادة من الحليب الدهني الغني للأبقار أو الجاموس المنتشر في أهوار جنوب العراق.
وهي متوفرة على حد سواء من إنتاج المصنع ومن البائعين المحليين أو المزارعين مثل قيمر عربي.
يحب العراقيون تقديم قيمر على الإفطار مع الخبز الطازج أو العسل أو المربى. إلا أن الطريقة الأكثر شيوعاً هي دهنها على نوع من خبز الفطائر العراقي يسمى "كاهي"، ثم نقعها بعسل التمر وتقدم مع الشاي الساخن. قيمر على كاهي مع العسل هو إفطار تقليدي طويل الأمد في بغداد وفي جميع أنحاء جنوب وشمال العراق.

## إيران
في إيران، يستخدم(سرشير) لوصف طريقة مختلفة لا تتضمن تسخين الحليب، وبالتالي الحفاظ على الإنزيمات ومزارع الحليب الأخرى حية. تستخدم كلمة قيمر أيضًا في طريقة الغليان. قيمق هي كلمة تركية تستخدم لوصف هذا المنتج بين الآذريين في إيران.

## أفغانستان
في أفغانستان، تكون نوعية القيمر أو القيم أرق ويتم تناولها في وجبات الإفطار عادة مع الخبز. عادة ما يتغذى الناس على القيمك بالعسل أو السكر أو يخلطونه بالمربى. يمكن دهنه على المعجنات أو حتى إضافته إلى شاي الحليب. يمكن شراء القيمر من محلات البقالة في أفغانستان أو صنعه في المنزل. إنها عملية طويلة جدًا يتم إجراؤها في المنزل، وتتطلب ساعات من تحريك وعاء الحليب. يمكن العثور على القيمر في محلات البقالة الأفغانية / الإيرانية في الغرب، ولكنها ليست غنية مثل محلية الصنع. في حين أن الكثير من أنواع القائمك مصنوعة من حليب الجاموس، يمكن صنع القيمر الأفغاني من حليب الأبقار.